# هیره تخت سرخ‌وسیاه
هیره تخت سرخ‌وسیاه (نام علمی: Brevipalpus phoenicis) نام یک گونه از فراراستهُ کنه‌شکلان است.

## نگارخانه

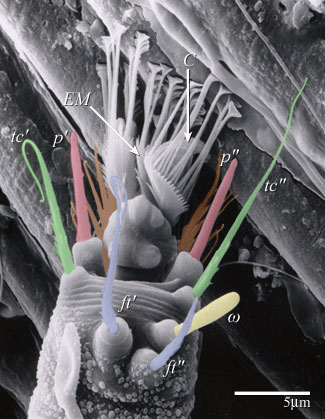
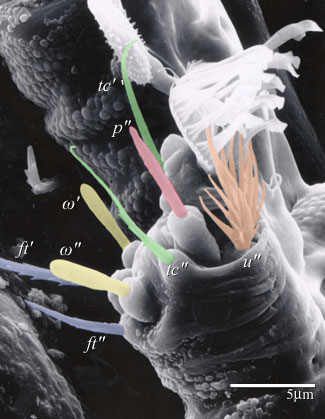